# L'Hôpital-Saint-Lieffroy
L'Hôpital-Saint-Lieffroy é uma comuna francesa na região administrativa de Borgonha-Franco-Condado, no departamento de Doubs. Estende-se por uma área de 3,43 km². Em 2010 a comuna tinha 125 habitantes (densidade: 36,4 hab./km²).